# 広島市立安佐中学校
広島市立安佐中学校（ひろしましりつ あさちゅうがっこう）は、広島県広島市安佐南区大町東四丁目にある公立中学校。

## 沿革
- 1947年（昭和22年） - 新制中学校発足[2]
- 1949年（昭和24年） - 組合立安佐中学校設立（安・緑井・川内・古市各中学校合併）
- 1950年（昭和25年） - 校舎落成（木造2階建て）
- 1955年（昭和30年） - 安古市町・佐東町学校組合立安佐中学校と改称
- 1956年（昭和31年） - 講堂落成
- 1968年（昭和43年） - 北校舎完成
- 1971年（昭和46年） - 南校舎完成
- 1972年（昭和47年） - 城南中学校分離
- 1973年（昭和48年） - 広島市立安佐中学校と改称
- 1977年（昭和52年） - 安西中学校分離、屋体渡り廊下完成
- 1978年（昭和53年） - 南校舎増築、浄化槽、更衣室他完成
- 1979年（昭和54年） - 特別教室棟完成
- 1983年（昭和58年） - 安佐南中学校分離、中庭舗装

## 校区
- 広島市立毘沙門台小学校の校区[3]
  - 大町東四丁目（1番6号）、毘沙門台東一丁目、毘沙門台東二丁目、毘沙門台一丁目（緑井学区分を除く）、毘沙門台二丁目、毘沙門台三丁目、毘沙門台四丁目（安東学区分を除く）
- 広島市立安東小学校の校区
  - 大町東四丁目（13番1号〜3号、13番12号〜17号）、相田一丁目、相田二丁目、相田四丁目（1番）、相田町、毘沙門台四丁目（15番9号〜18号）、安東一丁目〜安東七丁目、上安一丁目（13番、14番、21番〜21番20号、21番23号〜22番28‐1号、22番28‐3号、22番28‐5号、22番28‐7号）、上安町
- 広島市立緑井小学校の学区である毘沙門台一丁目（1番1号〜23号）、緑井三丁目は指定学校変更許可区域に指定されており[4] 、本来の指定校である広島市立城南中学校よりも近いことから当該区域に居住している場合は安佐中学校を選択することが多い。

## 部活動

### 体育系
- 剣道部[5]
- 柔道部
- 水泳部 - 全国大会常連である。
- 体操部
- 陸上部
- ソフトテニス部
- 卓球部
- 男子バレーボール部
- バスケット部
- サッカー部
- 野球部 - 1995年に全国大会出場。なお、広島市内で全国大会への出場経験を持つのは同校と広島市立吉島中学校のみ。

### 文化系
- 吹奏楽部 - 全国大会常連である。
- 演劇部
- 美術部
- コンピュータ部

## 著名な卒業生
- 猫田勝敏（バレーボール選手）
- 魚住りえ（フリーアナウンサー）
- ふじいあきら（マジシャン）

## アクセス
- JR西日本可部線 大町駅下車
- アストラムライン 毘沙門台駅下車